# Mamadou Tall
Mamadou Tall (Attecoubé, 4 dicembre 1982) è un ex calciatore ivoriano naturalizzato burkinabé, difensore.